# Dariush Lotfi
Dariush Lotfi (Brightlingsea, 5 gennaio 2001) è un tuffatore britannico naturalizzato austriaco.

## Biografia
È nato a Brightlingsea, nel Regno Unito. Si è dedicato ai tuffi sin da bambino e a 14 anni ha vinto tre medaglie d'oro agli ASA East Region diving championships. Si è trasferito nella città di Graz in Austria all'età di 15 anni, dove ha frequentato l'istituto BORG-Monsberger.  Ha ottenuto la cittadinanza austriaca nel gennaio 2019.
Compete per il GAK Wasserspringen, dove è allenato dal tuffatore iraniano Shahbaz Shahnazi, che fu dodicesimo nel trampolino 3 metri ai Giochi asiatici di Canton 2000. 
Ha rappresentato l'Austria ai campionati europei di tuffi di Kiev 2019, gareggiando nel concorso del trampolino 1 metro, concludendo al ventitreesimo posto e in quello della piattaforma 10 metri, dove si è piazzato quindicesimo. Nel 2024, agli europei di Belgrado, conquista la medaglia d'oro nel sincro 10 metri in coppia con Anton Knoll.

## Palmarès
| Anno | Manifestazione   | Sede     | Evento          | Risultato | Prestazione | Note |
| ---- | ---------------- | -------- | --------------- | --------- | ----------- | ---- |
| 2019 | Europei di tuffi | Kiev     | trampolino 1m   | 23º P     | 280,40 p.   |      |
| 2019 | Europei di tuffi | Kiev     | piattaforma 10m | 15º P     | 315,05 p.   |      |
| 2021 | Europei di nuoto | Budapest | Trampolino 1m   | 22º P     | 281,40 p.   |      |
| 2021 | Europei di nuoto | Budapest | Piattaforma 10m | 19º P     | 307,75 p.   |      |
| 2024 | Europei di nuoto | Belgrado | Sincro 10m      | Oro       | 367,05 p.   |      |